# Uda (district)
Uda (宇陀郡, Uda-gun) is een district van de Japanse prefectuur Nara.
Op 1 april 2009 had het district een geschatte bevolking van 4130 inwoners en een bevolkingsdichtheid van 32,4 inwoners per km². De totale oppervlakte bedraagt 127,47 km².

## Dorpen en gemeenten
- Mitsue
- Soni

## Geschiedenis
- Op 1 januari 2006 fuseerden de gemeenten Haibara, Ōuda, Utano en Murō van het district Uda samen tot de nieuwe stad Uda.

Steden:
Gojō · Gose · Ikoma · Kashiba · Kashihara · Katsuragi · Nara (hoofdstad) · Sakurai · Tenri · Uda · Yamatokōriyama · Yamatotakada

Districten:
Ikoma · Kitakatsuragi · Shiki · Takaichi · Uda · Yamabe · Yoshino
Gemeenten per district